# الدبايبة
الدبايبة إحدى قرى مركز بركة السبع التابع لمحافظة المنوفية بجمهورية مصر العربية. 

## السكان
بلغ عدد سكان الدبايبة 12,686 نسمة، حسب الإحصاء الرسمي لعام 2006.